# Hélène Guisan
Pour les articles homonymes, voir Guisan.
Hélène Guisan-Démétriadès, née Démétriadès à Constantinople le 16 novembre 1916, est une poétesse, traductrice et enseignante suisse.

## Biographie
Hélène Démétriadès vient en Suisse à l'âge de six ans. Après des études de lettres et des années d'enseignement du grec ancien, elle épouse le conseiller d'État vaudois Louis Guisan. 
Hélène Guisan-Démétriadès a traduit en français des tragédies grecques et écrit de nombreux articles de réflexion spirituelle. Elle est également l'auteur de La Tierce présence ouvrage qui a reçu le Prix Ève-Delacroix de l'Académie française en 1995.

## Source
- « Hélène Guisan », sur la base de données des personnalités vaudoises sur la plateforme « Patrinum » de la Bibliothèque cantonale et universitaire de Lausanne.
- 4e de couverture Les Carnets du silence (2002)
- A D S - Autorinnen und Autoren der Schweiz - Autrices et Auteurs de Suisse - Autrici ed Autori della Svizzera